# Casa a la riba des Pianc, 13 (Cadaqués)
La Casa a la riba des Pianc, 13 és una obra de Cadaqués (Alt Empordà) inclosa a l'Inventari del Patrimoni Arquitectònic de Catalunya. Situada dins del nucli urbà de la població, davant de la riba des Pianc.

## Descripció
Edifici entre mitgeres de planta rectangular, destinat a habitatge unifamiliar. Presenta la coberta a dues vessants de teula i consta de planta baixa i dos pisos d'alçada. La façana principal té les obertures ordenades seguint tres eixos verticals, algunes d'elles obertes posteriorment. A la planta baixa destaca un gran portal d'arc rebaixat, emmarcat amb carreus ben treballats de pedra. Al costat una simple finestra d'arc rebaixat també. Als pisos hi ha finestres rectangulars amb l'ampit sobresortit, i dos balcons exempts amb el finestral d'arc rebaixat i barana de ferro decorada.
La resta de la construcció es troba arrebossada i pintada de color blanc.